# Réserve de Leuweung Sancang
 (janvier 2010).
Si vous disposez d'ouvrages ou d'articles de référence ou si vous connaissez des sites web de qualité traitant du thème abordé ici, merci de compléter l'article en donnant les références utiles à sa vérifiabilité et en les liant à la section « Notes et références ».
Leuweung Sancang est une réserve naturelle marine située sur la côte sud de la partie occidentale de l'île de Java en Indonésie. La réserve couvre 2 157 hectares.
On atteint la réserve par la route, à 118 km de la ville de Garut. Le trajet demande cinq heures, en raison de l'état des routes.
La réserve n'est accessible qu'à des fins éducatives ou scientifiques.

## Biodiversité

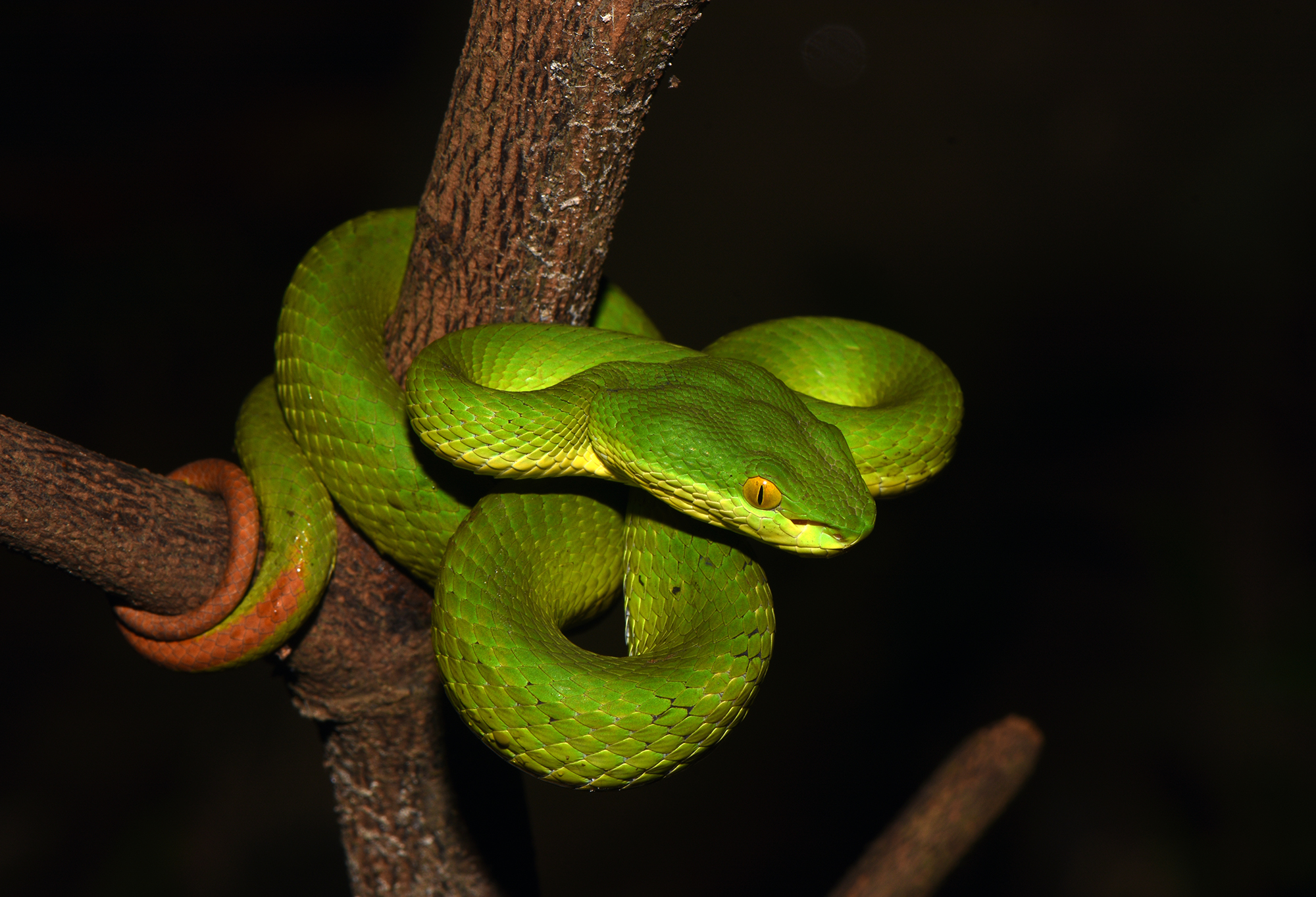
Trimeresurus albolabris à Leuweung Sancang

On y trouve des espèces animales menacées comme le banteng (Bos javanicus), le paon vert, le cerf aboyeur, ainsi que végétales comme Dipterocarpus peedir, Dipterocarpus gracilis, Shorea cara et Excoecaria agallocha.